# 小行星2025
小行星2025（2025 Nortia）是一颗围绕太阳公转的小行星。1953年6月6日，約瑟夫·丘姆斯（Joseph Churms）在约翰内斯堡发现了此天体。
該小行星以伊特魯里亞的運氣女神諾爾提亞命名。
这颗小行星的绝对星等为309.9462520082874等。